# St. Maria Rosenkranz (Dobrzenice)

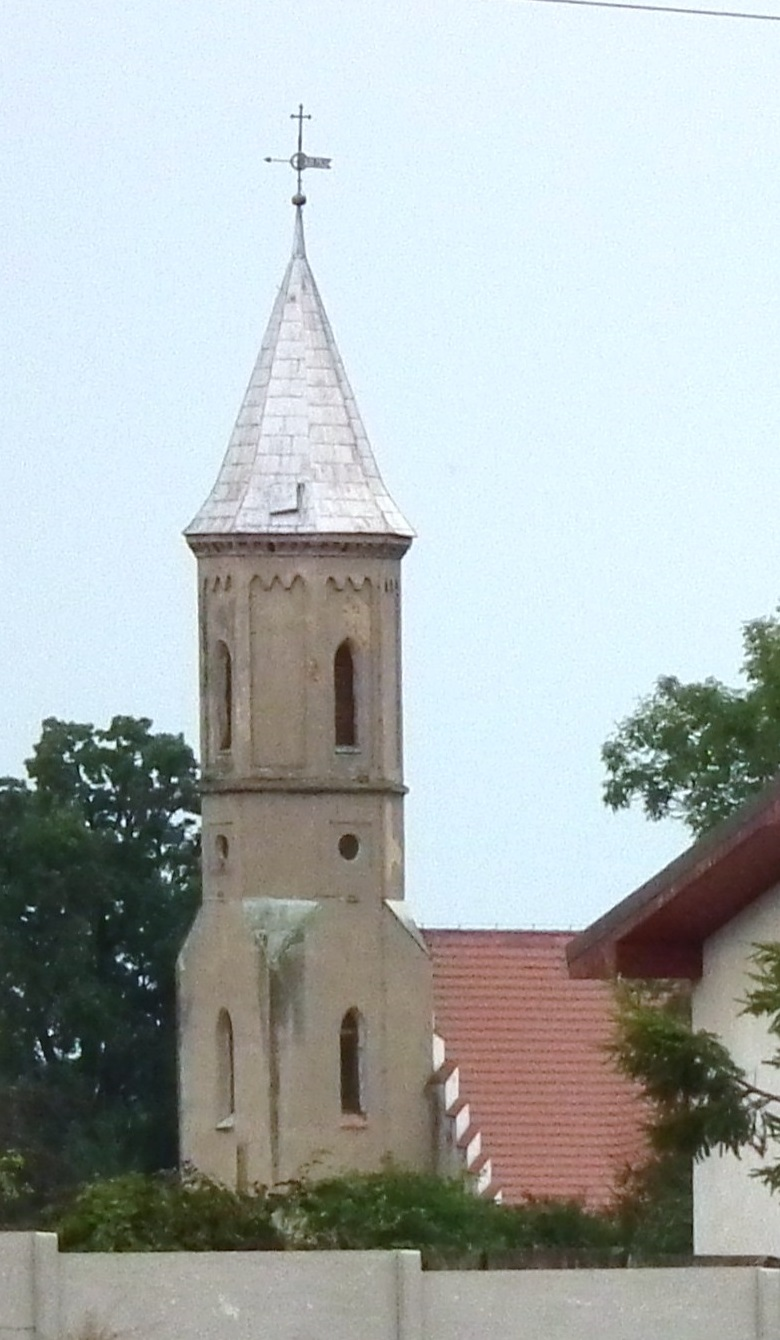
Turm der Kirche in Dobrzenice

Die römisch-katholische Filialkirche St. Maria Rosenkranz (polnisch Kościół p.w. Matki Bożej Różańcowej) ist ein im Kern gotischer Kirchenbau in Dobrzenice (deutsch Siegroth) in der Woiwodschaft Niederschlesien in Polen. Die Kirche ist ein geschütztes Kulturdenkmal.

## Geschichte
Die sogenannten Scherniggräben in der Nähe von Siegroth lassen auf eine Besiedlung des Gebietes in grauer Vorzeit schließen. Mit der Gründung von Siegroth, das zum piastischen Herzogtum Brieg gehörte, dürfte auch der Bau einer ersten Kirche erfolgt sein. Erstmals urkundlich erwähnt wurde die Kirche als „ecclesia de Zigridowicz“ im Jahre 1335 im Register des Apostolischen Nuntius. Der Ort war einst Sitz eines Erzpriesters für das größere und kleinere Archidiakonat Nimptsch, dem 38 Pfarrkirchen im Umland unterstanden. Dem größeren Teil waren folgende Pfarrkirchen unterworfen:
- Siegroth (seit ca. 1530 protestantisch)

- Nimptsch (seit 1535 protestantisch)

- Dirsdorf (vormals dem Patronat des hl. Nikolaus anvertraut, seit ca. 1530 protestantisch)

- Kunzendorf bei Münsterberg (später keine Kirche)

- Ober-Peilau (später Adjunkt der Pfarrkirche von Nieder-Peilau)

- Nieder-Peilau

- Girlachsdorf

- Olbersdorf (später Filialkirche der Pfarrkirche von Girlachsdorf)

- Panthenau (seit 1534 protestantisch)

- Schlaupitz (seit 1530 protestantisch)

- Langenöls (seit 1533 protestantisch, bis 1810 dem Stift Leubus gehörig)

- Jordansmühl (seit ca. 1530 protestantisch)

- Rudelsdorf (seit ca. 1530 protestantisch)

- Groß-Wilkau (protestantisch)

- Prauß (seit 1534 protestantisch)

- Klein-Kniegnitz (seit 1530 protestantisch)

- Reichau (seit 1530 protestantisch)

- Alt-Heinrichau (bis zur Säkularisierung 1810 Expositur des Stiftes Heinrichau)

- Krelkau (bis 1810 Expositur des Klosters Heinrichau)

- Tepliwoda (seit ca. 1534 protestantisch)

Mit dem Einzug der Reformation wurde die Kirche um das Jahr 1530 evangelisch. 1613/14 erfolgte ein Umbau. 1614 ließ die damalige Grund- und Patronatsherrin Helene von Unwürde für die Kirche neue Glocken gießen und im Kirchturm aufhängen. Diese wurden laut Inschrift 1629 umgegossen und 1767 ein weiteres Mal. In den Wirren des Dreißigjährigen Krieges blieb die Pfarrstelle von 1629 bis 1631 und von 1649 bis 1653 unbesetzt und wurde von Tepliwoda aus betreut. Die Kirchenbücher von Siegroth beginnen mit dem Jahre 1661. Lange Zeit waren die Pfarrkirchen von Siegroth und Reichau einem gemeinschaftlichen Geistlichen zur Aufsicht anvertraut. Bis 1689 waren die Parochien miteinander verbunden. Mit dem Tode des letzten Schlesischen Piasten, Herzog Georg Wilhelm 1675 fielen dessen Herzogtümer Liegnitz, Wohlau und Brieg durch Heimfall an die Krone Böhmen. Anschließend wurde im Weichbild Nimptsch die Gegenreformation durchgeführt. 
1689 machte der Sekretär der Fürstentums Brieg das Oberamt auf die Krankheit des Pastors in Siegroth aufmerksam. Nach dessen Tod blieb das Gotteshaus von 1689 bis 1701 gesperrt. Dabei verwies das bischöfliche Konsortium auf das Patronatsrecht des böhmischen Landesherrn in den Ortschaften Siegroth und Reichau. Dieses bestand in Siegroth jedoch nur während der Lehensvakanz. Der neue Besitzer von Ober-Siegroth Julian Heinrich von Vippach besaß somit unbestritten das Präsentationsrecht über die Pfarrei. Er schlug, obwohl evangelisch, einen römisch-katholischen Geistlichen vor. So war die Kirche von Siegroth von 1701 bis 1707 mit einem römisch-katholischen Priester versehen. Den evangelischen Einwohnern diente die Kirche von Reichau als Zuflucht, bis 1707 erneut ein evangelischer Pastor in Siegroth seinen Dienst antrat.
Im 18. Jahrhundert erfolgte eine Barockisierung des Innenraums. 1776 wurde das Kirchendach erneuert. Dabei wurden auf der Turmfahne die Jahreszahl 1613 und auf dem Giebel der Kirchenmauer die Jahreszahl 1614 entdeckt. 1848 besaß die römisch-katholische Freiin Josephine von Saurma auf Schräbsdorf bei Frankenstein das Kirchenpatronat. Das Kirchenkolleg bestand aus einem Pastor und zwei Kirchenvätern. Gottesdienste wurden gehalten an den drei hohen Festtagen, zwei am Karfreitag und Bußtag, sonst eine Stiftspredigt an einem Sonntag nach der Ernte. 
Die Gemeinde gehörte im 19. und frühen 20. Jahrhundert zum Kirchenkreis Nimptsch der preußischen Kirchenprovinz Schlesien. Ende des 19. Jahrhunderts wurde der hölzerne Turm auf dem Kirchendach durch einen steinernen Turm an der Frontseite ersetzt. Nach der Vertreibung der deutschen Bevölkerung 1945 wurde die Kirche für den Katholiken zugewiesen. 1965 wurde sie teilweise beschädigt. Heute ist das Gotteshaus eine römisch-katholische Filialkirche mit dem Patrozinium Rosenkranzkönigin.

## Beschreibung
Die Kirche ist einschiffig. Der rechteckige Chorraum ist mit einem Kreuzgewölbe versehen. Das Langhaus beherbergt ein frühgotisches Steinportal. An der Frontseite ist der Kirchturm angebaut. Ursprünglich befand sich auf dem mit Schindeln gedeckten Kirchendach ein hölzerner Turm. Die Barockkanzel stammt aus dem Anfang des 18. Jahrhunderts und die Epitaphe aus dem 16. bis 18. Jahrhundert.

## Trivia
Auf dem Kirchhof stand ein Denkmal, das an ein Brautpaar erinnerte, das angeblich vor dem Altar gestorben sein soll.

## Parochie
Zur evangelischen Parochie waren im 19. Jahrhundert gepfarrt:
- Siegroth (328 Einwohner, 321 evangelisch)
- Dürr-Brockutt (206 Einwohner, 184 evangelisch)
- Jakobsdorf (140 Einwohner, 136 evangelisch)
- Plottnitz (97 Einwohner, 86 evangelisch)
- Ruschkowitz (83 Einwohner, 78 evangelisch)
- Wonnwitz (100 Einwohner, 97 evangelisch)
- Strachau (210 Einwohner, 158 evangelisch)

## Pastoren
- 1564–1579 Hieronymus Bernhardi (* Zeitz)
- 1579–1586 Chrysogonus Ruth (* Nunslau)
- 1593–1629 Peter Winckler (* Breslau)
- 1631–1641 Michael Prätorius (* Prag)
- 1641–1643 Martin Gasto (* Schweidnitz)
- 1643–1649 Martin Nentwig (* Glatz)
- 1650–1659 Georg Bavarus (* Reichenbach)
- 1569–1678 Johann Hensel (* Weißbach)
- 1678–1689 Samuel Sartorius (* Prauß)
- 1708–1715 David Wiesener (* Giersdorf)
- 1715–1763 Gottlieb Siegmund Francke (* Wabnitz)
- 1763–1781 Georg Ambrosius Heller (* Bogschütz)
- 1782–? Karl Benjamin Blickel (* Brauchitschdorf)

## Bestattungen
- 1554 Hans von Unwürde und Neuhaus
- 1570 Heinrich von Hof-Schnorbein genannt von Oglitz
- 1574 Hans von Seidlitz von Kapsdorf zu Siegrot
- 1604 Daniel von Stosch auf Nieder-Johnsdorf
- 1604 Samuel von Stosch auf Ober-Johnsdorf
- 1611 Hedwig von Unwürde, verehelichte von Korckwitz
- 1613 Eva von Unwürde, verehelichte Stosch
- 1615 Friedrich von Logau auf Brukt
- 1616 Heinrich von Reichenbach und Pitzschen
- 1619 Hans von Korckwitz
- 1619 Georg Friedrich von Seidlitz
- 1621 Hans von Peterswalde und Mittel-Peilau
- 1623 Leonhard von Renspurgk und Glofenau
- 1658 Eva Catharina von Seidlitz
- 1682 Anna Eleonora Zolicofer, verehelichte Logau
- 1712 Anna von Vippach, geb. von Tschirsky
- 1712 Julian Heinrich von Vippach